# MTV電玩瘋
《MTV電玩瘋》原是MTV中文台與巴哈姆特電玩資訊站合作推出的ACG資訊節目《MTV巴哈姆特電玩瘋》，已於2007年10月27日第28集播畢。
第29集起改為MTV獨立製作，與巴哈姆特電玩資訊站停止合作，名稱改為《MTV電玩瘋》繼續播出；此時期臺灣電視公司購買播映權後於台視主頻播出，但標題畫面以圓形「TTV」字樣覆蓋「電玩瘋」三字左邊的MTV台標。內容結合Anime(動畫)、Comic(漫畫)及Game(遊戲)資訊，提供玩家最多元的電玩訊息。已播出43集以及多集精華版，目前已停播。

## 播出時間
- 2007年4月21日-10月27日：《MTV巴哈姆特電玩瘋》

首播:MTV每週六17:00-18:00
   
重播:MTV每週六22:00-23:00、每週日14:00-15:00、每週二13:00-14:00、每週四22:00-23:00

- 2007年：《MTV電玩瘋》

首播:台視主頻每週六16:30-17:30
   
重播:MTV每週六18:00-19:00、每週日14:00-15:00、每週日17:00-18:00

## 主持人

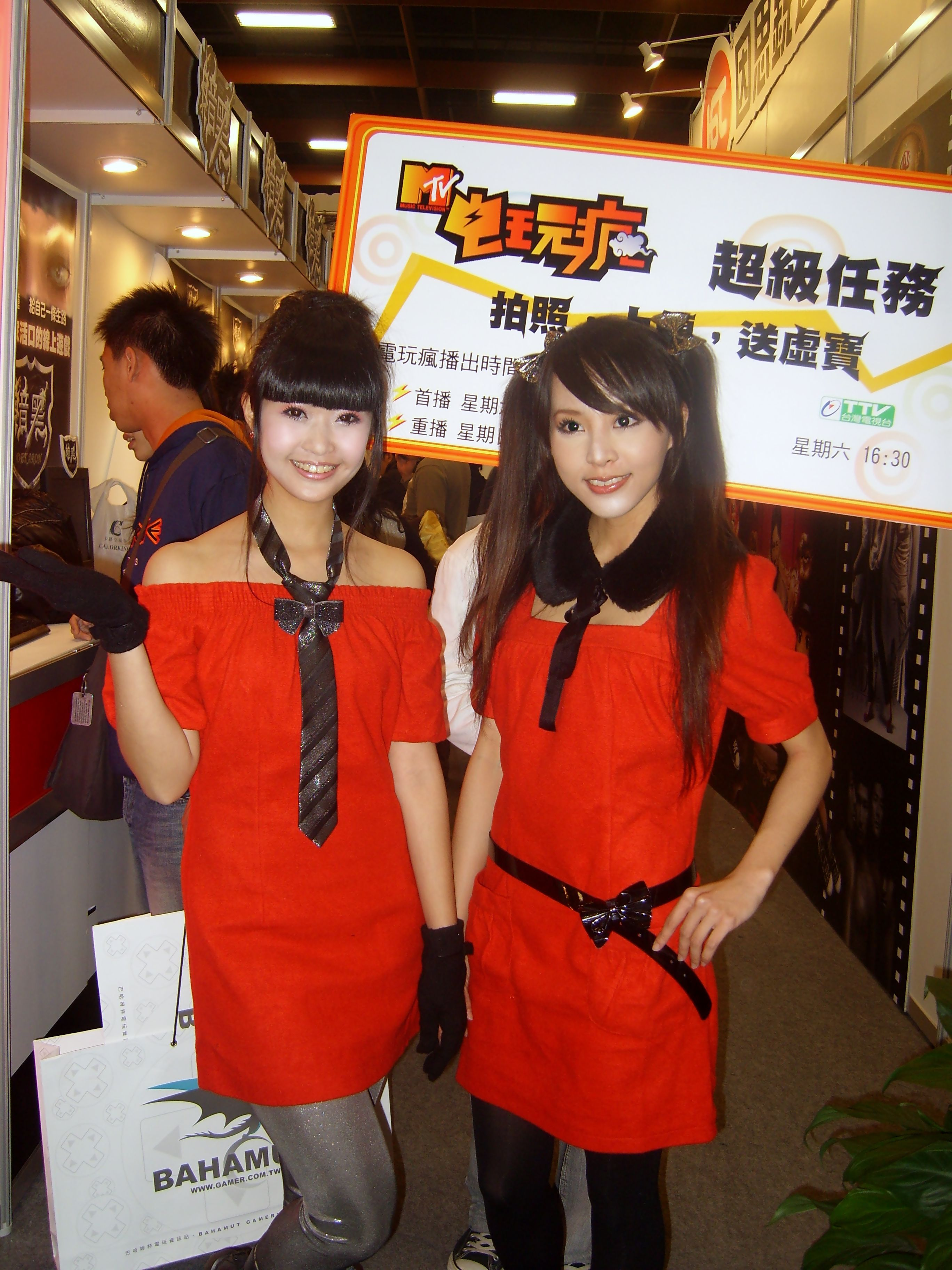
2008年台北國際電玩展的《MTV電玩瘋》主持人，左起：小貓、子寧

- 王子寧 節目中暱稱:子寧 (電玩小天使)
- 陳思瑾 節目中暱稱:小貓 (電玩小可愛)
- 盧宛辰 節目中暱稱:小蜜 (電玩小甜心)
- 俞曉帆 節目中暱稱:毛毛 (電玩小精靈)

### 主持人票選過程
- 2006年底進行報名
- 2007年初進行第一波刪選
- 2007年1月底舉辦試鏡選出12名候選人
- 2007年農曆過年期間進行網路決賽票選，票選期間MTV播出票選之訊息廣告
- 2007年農曆過年後網路決賽票選岀四位主持人

### 主持培訓課程
| 培訓課程     | 培訓講師                                 |
| ------------ | ---------------------------------------- |
| 電玩知識     | 【巴哈姆特電玩資訊站副站長】Linger       |
| 棚內實習主持 | 【MTV中文台節目製作人】安東尼            |
| 舞蹈肢體訓練 | 【Unity舞道館】藍波                      |
| 英語正音     | 【中廣音樂網專業DJ】鄭開來               |
| 國語正音     | 【Hit FM聯播網專業DJ】ELSA               |
| 美姿美儀訓練 | 【伊林模特兒經紀公司教育訓練經理】蔡玉治 |

## 節目單元
- 新GAME特區
- 電玩突擊隊
- 巴哈神人榜
- 電玩名人堂
- 八大系列遊戲
- 達人攻略
- 名作特輯
- 特別企劃

## 節目中使用音效
- TM Revolution - Invoke(Gundam Seed Opening) 00:11至00:17為各單元開頭所播放之音效

## 活動
- 名稱:MTV電玩瘋美少女見面會[2]

時間:2008/1/26 下午2點25分至2點55分
   
地點:台北世貿一館因思銳遊戲總局攤位

- 名稱:MTV電玩瘋美少女超級任務[3]

時間:2008/1/24~2008/1/28
   
地點:台北世貿一館

## 外部連結
- MTV巴哈姆特電玩瘋 （页面存档备份，存于）
- MTV電玩瘋